# Dracaena surculosa
Dracaena surculosa es una especie de planta de la familia de las asparagáceas, anteriormente incluida en las ruscáceas. Se encuentra en África tropical en Ghana y el delta del Níger.

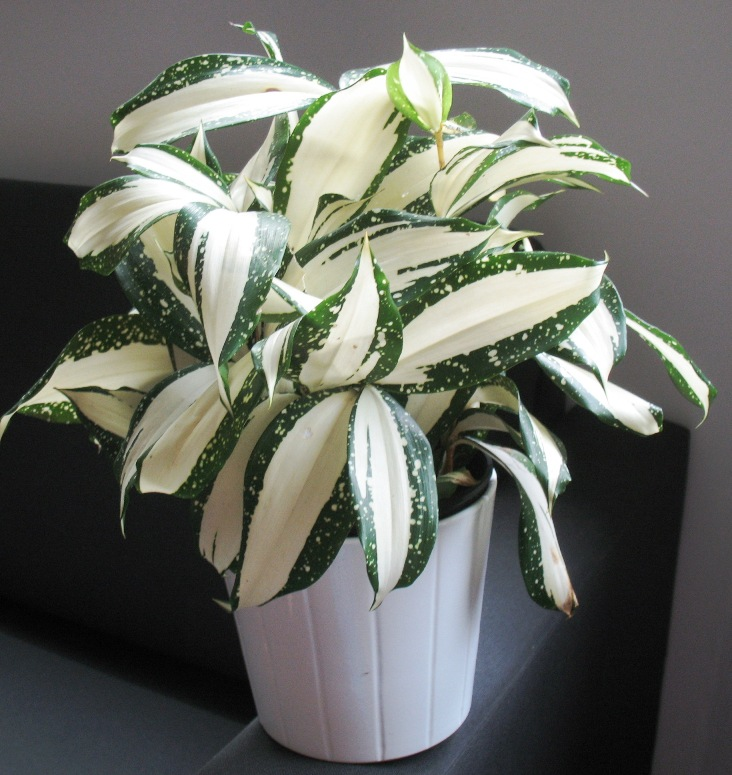
Vista de la planta

## Descripción
Es un arbusto con tallos delgados de hasta 25 metros de altura, poco ramificado, los brotes jóvenes aparecen blancos y alcanzan una altura considerable antes de las hojas, las flores blancas se producen en inflorescencias esféricas, y son fragantes: Las frutas son rojas.

## Taxonomía
Dracaena surculosa fue descrita por John Lindley y publicado en Botanical Register; consisting of coloured . . . 14: t. 1169, en el año 1828.
Etimología
Ver: Dracaena
surculosa: epíteto latíno que significa "brotes jóvenes".
Variedades aceptadas
- Dracaena surculosa var. maculata Hook.f.
- Dracaena surculosa var. surculosa

Sinonimia
- Draco surculosa (Lindl.) Kuntze
- Pleomele surculosa (Lindl.) N.E.Br.[4]
- var. maculata Hook.f.
- Dracaena interrupta Harv. ex Loudon
- Dracaena surculosa var. capitata Hepper
- var. surculosa
- Dracaena godseffiana Sander ex Mast.
- Nemampsis ternifolia Raf.
- Pleomele godseffiana (Sander ex Mast.) N.E.Br.